# 近藤魁成
近藤 魁成（こんどう かいせい、2001年7月2日- ）は、日本のキックボクサー。大阪府大阪市出身。TEAM3K所属。K-1甲子園2017・2018 -65kg王者。
同じキックボクサーの近藤拳成は実兄（次男）であり、過去はプロ選手として活動し現在は指導者として携わる兄（長男）の近藤大成と三人で、近藤三兄弟として知られている。魁成は三男。

## 来歴
幼少期より長男・大成、次男・拳成の後を追って空手を始めるが、幼くして難病であるペルテス病にかかり4年間自由に動けない日々が続く。小学生の時に瀧谷渉太が優勝したKrushの初代王座決定トーナメントを見たことをきっかけにプロのファイターになることを志す。病気を克服し、2017年に高校1年生でK-1甲子園を優勝すると、続く2018年のK-1甲子園でも優勝し、大会始まって以来初の二連覇を達成。2018年3月のK-1 WORLD GP 2018 JAPAN ～K'FESTA.1～で原翔大にKO勝ちでプロデビューを果たした。
2019年5月18日、Krush.101で行われたKrushウェルター級タイトルマッチで王者の木村ミノルに挑戦し、KO負けで王座獲得に失敗した。
2020年8月29日、Krush.116で行われた第7代Krushウェルター級王座決定トーナメントに出場。準決勝で海斗にKO勝ちを収め、決勝戦で山際和希と対戦するも、右ストレートを放った際に右手首を負傷して試合続行不可能となり、レフェリーが試合をストップしTKO負けとなった。

## 戦績

### プロキックボクシング
| キックボクシング 戦績 | キックボクシング 戦績 | キックボクシング 戦績 | キックボクシング 戦績 | キックボクシング 戦績 | キックボクシング 戦績 | キックボクシング 戦績 |
| --------------------- | --------------------- | --------------------- | --------------------- | --------------------- | --------------------- | --------------------- |
| 12 試合               | (T)KO                 | 判定                  | その他                | 引き分け              | 無効試合              |                       |
| 7 勝                  | 5                     | 2                     | 0                     | 1                     | 0                     |                       |
| 4 敗                  | 4                     | 0                     | 0                     | 1                     | 0                     |                       |

| 勝敗 | 対戦相手               | 試合結果                           | 大会名                                                                          | 開催年月日     |
| ×    | 鈴木勇人               | 3R＋延長1R 1:09 KO（左ストレート） | K-1 WORLD GP 2022 JAPAN ～K-1フェザー級世界最強決定トーナメント～               | 2022年8月11日  |
| ○    | アラン・ソアレス       | 1R 0:40 KO（左ヒザ）               | Krush.133                                                                       | 2022年1月28日  |
| ○    | マキ・ドゥワンソンポン | 3R終了 判定3-0                     | K-1 WORLD GP 2021 JAPAN ～K’FESTA.4 Day.1～                                     | 2021年3月21日  |
| ×    | 山際和希               | 1R 3:00 TKO（レフェリーストップ）  | Krush.116 【第7代Krushウェルター級王座決定トーナメント決勝】                    | 2020年8月29日  |
| ○    | 海斗                   | 2R 2:54 KO（右ストレート）         | Krush.116 【第7代Krushウェルター級王座決定トーナメント準決勝】                  | 2020年8月29日  |
| ○    | 山際和希               | 3R終了 判定3-0                     | Krush.112                                                                       | 2020年3月28日  |
| ×    | ジョーダン・ピケオー   | 2R 2:40 KO（パンチ連打）           | K-1 WORLD GP 2019 JAPAN ～よこはまつり～                                        | 2019年11月24日 |
| ○    | 松岡力                 | 1R 2:18 KO（右ストレート）         | K-1 WORLD GP 2019 JAPAN～日本vs世界・5対5＆スペシャル・スーパーファイトin大阪～ | 2019年8月24日  |
| ×    | 木村“フィリップ”ミノル | 2R 1:43 KO（左ボディ）             | Krush.101 【Krushウェルター級タイトルマッチ】                                   | 2019年5月18日  |
| ○    | 瑠久                   | 2R 2:23 KO（左フック）             | K-1 WORLD GP 2019 JAPAN ～K'FESTA.2～                                           | 2019年3月10日  |
| △    | 鈴木勇人               | 3R終了 判定0-1                     | K-1 WORLD GP 2018 JAPAN ～第2代フェザー級王座決定トーナメント～                 | 2018年6月17日  |
| ○    | 原翔大                 | 1R 1:23 KO（左フック）             | K-1 WORLD GP 2018 JAPAN ～K'FESTA.1～                                           | 2018年3月21日  |

### エキシビション
| 勝敗 | 対戦相手 | 試合結果 | 大会名   | 開催年月日    |
| △    | 平本蓮   | 2分3R    | Krush.92 | 2018年8月18日 |